# Gomphocarpus sinaicus
Gomphocarpus sinaicus là một loài thực vật có hoa trong họ La bố ma. Loài này được Boiss. mô tả khoa học đầu tiên năm 1849.